# Marxisme analític
El Marxisme analític és un enfocament de la teoria marxista que va ser prominent entre els filòsofs i científics socials de parla anglesa durant els anys vuitanta. Es va associar principalment amb el Grup d'acadèmics de setembre, nomenat així a causa de les seves reunions biennals durant setembre per discutir interessos comuns. Autodenominat com «marxisme sense ximpleses», el grup es va caracteritzar, en paraules de David Miller, per «un pensament clar i rigorós sobre qüestions que en general estan cobertes per la boira ideològica».
Els membres d'aquesta escola cerquen aplicar les tècniques de la filosofia analítica, juntament amb les eines de la ciència social moderna, com la teoria de l'elecció racional, a l'elucidació de les teories de Karl Marx i els seus successors. El membre més conegut d'aquesta escola és el filòsof de la Universitat d'Oxford Gerald A. Cohen, la teoria del qual de Karl Marx Theory of History: A defence (1978) va ajudar a començar aquesta escola. En aquest llibre, Cohen va intentar aplicar les eines de l'anàlisi lògica i lingüística per elucidar i defensar la concepció materialista de la història de Marx. Altres marxistes analítics prominents inclouen l'economista John Roemer, el científic social Jon Elster, i el sociòleg Erik Olin Wright. Tots ells han intentat basar-se en el treball de Cohen aplicant mètodes moderns de les ciències socials, com la teoria de l'elecció racional, per complementar l'ús que fa Cohen de les tècniques filosòfiques analítiques en la interpretació de la teoria marxista.
El propi Cohen més tard, es relacionaria directament amb la filosofia política rawlsiana en un intent per promoure una teoria de la justícia socialista que contrasta tant amb el marxisme tradicional com amb les teories formulades per filòsofs polítics com el liberal d'esquerra John Rawls i el dretà llibertarista Robert Nozick. En particular, remarca la màxima de Marx de «cadascun segons la seva capacitat, a cadascú segons la seva necessitat», popularitzat a la Crítica del programa de Gotha del 1875.

## Origen
S'entén que el Marxisme analític que es va originar amb la publicació de la Karl Marx Theory of History: A defence (1978). El llibre de Cohen va ser, des del principi, una defensa del materialisme històric. Cohen va reconstruir conscienciosament el materialisme històric mitjançant una lectura atenta dels textos de Marx, amb l'objectiu de proporcionar el relat més lògicament coherent i parsimoniós. Per Cohen, el materialisme històric de Marx és una tesi on el determinisme tecnològic, en la qual les relacions de producció econòmiques s'expliquen funcionalment per les forces de producció de materials, i en el qual les institucions polítiques i legals, la «superestructura») s'expliquen funcionalment per les relacions de producció, la «base». La transició d'un mode de producció a un altre és impulsat per la tendència de les forces productives a desenvolupar-se. Cohen explica aquesta tendència per referència al caràcter racional de l'espècie humana: quan existeix l'oportunitat d'adoptar una tecnologia més productiva i així reduir la càrrega de treball, els éssers humans tendiran a prendre-la. Per tant, la història humana pot entendre's com una sèrie de passes racionals que augmenten el poder productiu humà.

## Teoria

### Explotació
Al mateix temps que Cohen estava treballant en la Karl Marx's Theory of History l'economista dels Estats Units John Roemer estava emprant l'economia neoclàssica per tractar de defensar els conceptes marxistes d'explotació i classe. En la seva A General Theory of Exploitation and Class (1982), Roemer va emprar l'elecció racional i la teoria de jocs per demostrar com l'explotació i les relacions de classe poden sorgir en el desenvolupament d'un mercat laboral. Roemer continuaria rebutjant la idea que la teoria del valor treball fos necessària per explicar l'explotació i la classe. En principi, el valor podia explicar-se en termes de qualsevol classe de noves inversions bàsiques, com ara petroli, blat, etc., en lloc d'ésser explicat exclusivament per la força de treball incorporada. Roemer va arribar a la conclusió que l'explotació i la classe no es generaven en l'esfera de la producció sinó a l'intercanvi de mercat. Significativament, com una categoria purament tècnica, l'explotació no sempre implicava una errada moral.

### Marxisme d'elecció racional
A mitjan dècada de 1980, el marxisme analític estava sent reconegut] com un «paradigma». El grup de setembre s'havia estat reunint durant alguns anys, i es van publicar una successió de textos dels seus membres. Alguns d'ells van aparèixer sota el segell de la sèrie "Studies in Marxism and Social Theory" de Cambridge University Press, incloent el de Jon Elster Making Sense Marx (1985) i Capitalism and Social Democracy (1985) d'Adam Przeworski. Entre els mètodes més controvertits es troben aquests dos autors, i Roemer, a causa del seu ús de models d'actors racionals. Tanmateix, no tots els marxistes analítics són marxistes d'elecció racional.

#### Jon Elster
El relat d'Elster era una recerca exhaustiva dels textos de Marx per determinar què podria salvar-se del marxisme emprant les eines de la teoria de l'elecció racional i l'individualisme metodològic —que Elster va defensar com l'única forma d'explicació apropiada per les ciències socials. La seva conclusió va ser que, contra Cohen, no hi ha una teoria general de la història, ja que el desenvolupament de les forces productives podria salvar-se. A l'igual de Roemer, també va rebutjar la teoria del valor laboral i, més enllà, pràcticament tota l'economia marxista. El mètode «dialèctic» és rebutjat com una forma d'obscurantisme hegelià. La teoria de la ideologia i la revolució va continuar estant útil fins a un cert punt, però només una vegada que s'havien purgat de les seves tendències holisme i funcionalisme i establert sobre una metodologia individualista i una explicació causal o intencional.

#### Przeworski
El llibre de Przeworski usa l'elecció racional i la teoria de jocs per demostrar que les estratègies revolucionàries adoptades pels socialistes al segle XX probablement fracassarien, ja que era en els interessos racionals dels treballadors lluitar per la reforma del capitalisme mitjançant el reconeixement sindical, millors salaris i condicions de vida, en lloc d'adoptar l'arriscada estratègia de la revolució. El llibre de Przeworski està clarament influït per explicacions econòmiques de la conducta política avançades per pensadors com Anthony Downs (An Economic Theory of Democracy, 1957) i Mancur Olson (The Logic of Collective Action, 1965).

### Justícia
Els marxistes analítics (i d'elecció racional) tenien una varietat de simpaties polítiques d'esquerres, que anaven des del comunisme fins a la socialdemocràcia reformista. Durant la dècada de 1980, la majoria d'ells va començar a creure que el marxisme com una teoria capaç d'explicar la revolució en termes de la dinàmica econòmica del capitalisme i els interessos de classe del proletariat s'havia vist seriosament compromès. Van estar sobre manera d'acord en que la transformació del capitalisme era un projecte ètic. Durant la dècada de 1980, es va desenvolupar un debat dintre de l'acadèmia anglòfona sobre si el marxisme podia acomodar una teoria de la justícia. Aquest debat es va vincular clarament amb la reactivació de la filosofia política normativa després de la publicació del llibre A Theory of Justice, de John Rawls.(1971). Alguns comentaristes van romandre hostils a la idea d'una teoria marxista de la justícia, argumentant que Marx veia la «justícia» com poc més que un constructor ideològic burgès dissenyat per justificar l'explotació d'acord amb la reciprocitat al contracte salarial.
Els marxistes analítics, tanmateix, van rebutjar sobre manera aquest punt de vista. Dirigits per GA Cohen (un filòsof de formació moral), van argumentar que una teoria marxista de la justícia havia de centrar-se en l'igualitarisme. Cohen s'allunya dels marxistes anteriors argumentant que el capitalisme és un sistema caracteritzat per l'explotació injusta no perquè el treball dels treballadors sigui «robat» pels ocupadors, sinó perquè és un sistema en què s'infringeix l'«autonomia»" i que dona com a resultat una distribució de beneficis i càrregues que són injustes en l'explicació marxista tradicional, l'explotació i la injustícia succeeixen perquè els no treballadors s'apropien del valor produït pel treball dels treballadors. Això se superaria en una societat socialista on cap classe seria propietària dels mitjans de producció i estaria en condicions d'apropiar-se del valor produït pels treballadors. Cohen argumenta que el fonament d'aquest fet és la suposició que els treballadors tenen «drets d'autopropietat» «sobre seu i per tant, haurien de posseirel seu treball». Perquè al treballador se li paga un salari més petit que el valor que crea, es diu que el capitalista extreu una plusvàlua del treball de l'obrer, i així roba part, temps i poders d'allò que el treballador produeix. Cohen argumenta que el concepte d'autopropietat és favorable al principi de diferència de Rawls, ja que assegura «els drets de cada persona sobre el seu i els seus poders», és a dir, que es tracta com un fi sempre i mai com un medi, però també destaca que la seva posició central proporciona una àrea de terreny comú entre l'explicació marxista de la justícia i el dret a la llibertat de Robert Nozick.
De la mateixa manera que Cohen critica a Rawls per tractar els poders personals de les persones com un recurs extern més del qual cap individu pot reclamar, també acusa Nozick d'anar més enllà del concepte de la seva pròpia tesi d'autopropietat de l'ala dreta. En opinió de Cohen, l'errada de Nozick és dotar les reclamacions de les persones de la legítima adquisició de recursos externs amb la mateixa qualitat moral que pertany a la propietat que les persones tenen de si mateixes. En altres paraules, el propietari permet que les desigualtats sorgeixin de les diferències en el talent i als recursos externs, però ho fa perquè assumeix que el món hi és «en joc».

## Crítiques
El marxisme analític va ser criticat per diferents sectors, tant marxistes com no marxistes.

### Mètode
Diversos crítics van argumentar que el marxisme analític procedia de les premisses metodològiques i epistemològiques incorrectes. Mentre que els marxistes analítics descartaven el marxisme «orientat dialècticament» com «ximpleses», d'altres sostenen que el caràcter distintiu de la filosofia marxista es perd si s'entén «no dialècticament". La característica crucial de la filosofia marxista és que no és un reflex en el pensament del món, un materialisme cru, sinó més aviat una intervenció en el món relacionat amb la praxi humana. En correspondència amb aquest punt de vista, el marxisme analític caracteritza erròniament l'activitat intel·lectual com una cosa que succeeix aïlladament de les lluites constitutives de la seva conjuntura social i política, i al mateix temps fa poc per intervenir en aquesta conjuntura. Per als marxistes dialèctics, el marxisme analític esclafa al marxisme, convertint-ho d'una doctrina sistemàtica de transformació revolucionària en un conjunt de tesis discretes que se sostenen o cauen sobre la base de la seva consistència lògica i validesa empírica.
Els crítics no marxistes del marxisme analític també van plantejar objeccions metodològiques. Contra Elster i l'elecció racional dels marxistes, Carver va argumentar que l'individualisme metodològic no era l'única forma vàlida d'explicació en les ciències socials, que el funcionalisme en absència de microfonaments podria continuar sent un mode de recerca convincent i fructífera, i que l'elecció racional i la teoria de jocs estaven lluny de ser universalment acceptades com a formes sòlides o útils de modelar les institucions i els processos socials.

### Història
La defensa de Cohen d'una interpretació determinista tecnològica del materialisme històric va ser, alhora, àmpliament criticada, també per marxistes analítics. Juntament amb Andrew Levine, Wright va argumentar que en atribuir primacia a les forces productives —la tesi del desenvolupament—, Cohen va passar per alt el paper exercit pels actors de classe en la transició entre els modes de producció. Per als autors, van ser les formes de relacions de classe —les relacions de producció— les que van tenir primacia en termes de com es van utilitzar les forces productives i el grau en el qual es van desenvolupar. No era evident, van afirmar, que les relacions de producció es tornin «grillons» una vegada que les forces productives siguin capaces de sostenir un conjunt diferent de relacions de producció.
Així mateix, el filòsof polític de Cornell, Richard W. Miller, mentre simpatitzava amb l'enfocament analític de Cohen al marxisme, va rebutjar la interpretació tecnològica de Cohen del materialisme històric, a la qual va contraposar el que va nomenar una interpretació de «mode de producció» amb un més gran èmfasi al paper de la lluita de classes e] la transició d'un mode de producció a un altre. El filòsof neerlandès Nicholas Vrousalis va generalitzar la crítica de Miller,[assenyalant que la distinció de[Cohen entre les propietats materials i socials de la societat no pot extreure's tan bruscament com h] requereix el materialisme de Cohen.
Altres crítics no marxistes van argumentar que Cohen, en línia amb la tradició marxista, va subestimar el paper desempenyorat]per la superestructura jurídica i política en la configuració del caràcter de la base econòmica. Finalment, l'antropologia de Cohen va ser considerada dubtosa: si els éssers humans adopten una tecnologia nova i més productiva no és una funció d'una racionalitat històrica, sinó que depèn del grau en que aquestes formes de tecnologia són compatibles amb creences i pràctiques socials preexistents.
La versió de Roemer de la causa del canvi en el mode de producció com a resultat d'ésser injust més que ineficient també és font de crítica. Una d'aquestes crítiques és que el seu argument es basa en la propietat legal de la producció que només està present en les formes posteriors de la societat de classes més que en les relacions socials de producció.

### Justícia i poder
Alguns marxistes argumentarien que el marxisme no pot ser entès com una teoria de la justícia en el sentit pretès pels marxistes analítics. La qüestió de la justícia no es pot veure aïlladament de les qüestions de poder, o de l'equilibri de les forces de classe en una conjuntura específica. Els no marxistes poden emprar una crítica similar de les teories liberals de la justícia en la tradició rawlsiana. Argumenten que les teories no aborden els problemes sobre la configuració de les relacions de poder en el món contemporani, i en fer-ho apareixen com poc més que exercicis de lògica. «Justícia», des d'aquest punt de vista, és el que sigui que produeixin els supòsits de la teoria. En té poc que veure amb la distribució real del poder i els recursos en el món.